# والتون نيوبولد
والتون نيوبولد (بالإنجليزية: Walton Newbold)‏ هو سياسي بريطاني (وحمل سابقاً جنسية المملكة المتحدة لبريطانيا العظمى وأيرلندا)، ولد في 8 مايو 1888، وتوفي في 20 فبراير 1943. حزبياً، نشط في حزب العمل المستقل (1910 – 1921) والحزب الشيوعي في بريطانيا العظمى (1921 – 1924) وحزب العمال (1924 – ). في الانتخابات العامة في المملكة المتحدة 1922 ‏، انتخب عضو برلمان المملكة المتحدة الـ32 عن دائرة Motherwell (UK Parliament constituency) ‏ (15 نوفمبر 1922 – 16 نوفمبر 1923).